# 大寨苗族乡
大寨苗族乡，是中华人民共和国四川省泸州市古蔺县下辖的一个乡镇级行政单位。

## 行政区划
大寨苗族乡下辖以下地区：
富民村、大寨村和向阳村。

## 地理位置
大寨苗族乡位于四川省泸州市古蔺西北部，乡人民政府距黄荆原始森林35千米，距县城45公里，东北面抵桂花乡、西面与叙永县合乐乡毗邻、南面与箭竹乡接壤，面积47平方公里。